# Черкасский институт пожарной безопасности имени Героев Чернобыля
Черкасский институт пожарной безопасности имени Героев Чернобыля (укр. Черкаський інститут пожежної безпеки імені Героїв Чорнобиля) — высшее учебное заведение IV уровня аккредитации, обособленное структурное подразделение Национального университета гражданской защиты Украины. В 2016 году институт стал членом Европейской ассоциации учебных заведений пожарных служб European Fire Service College’s Association.

## История

#### Черкасское пожарно-техническое училище им. М.С. Урицкого

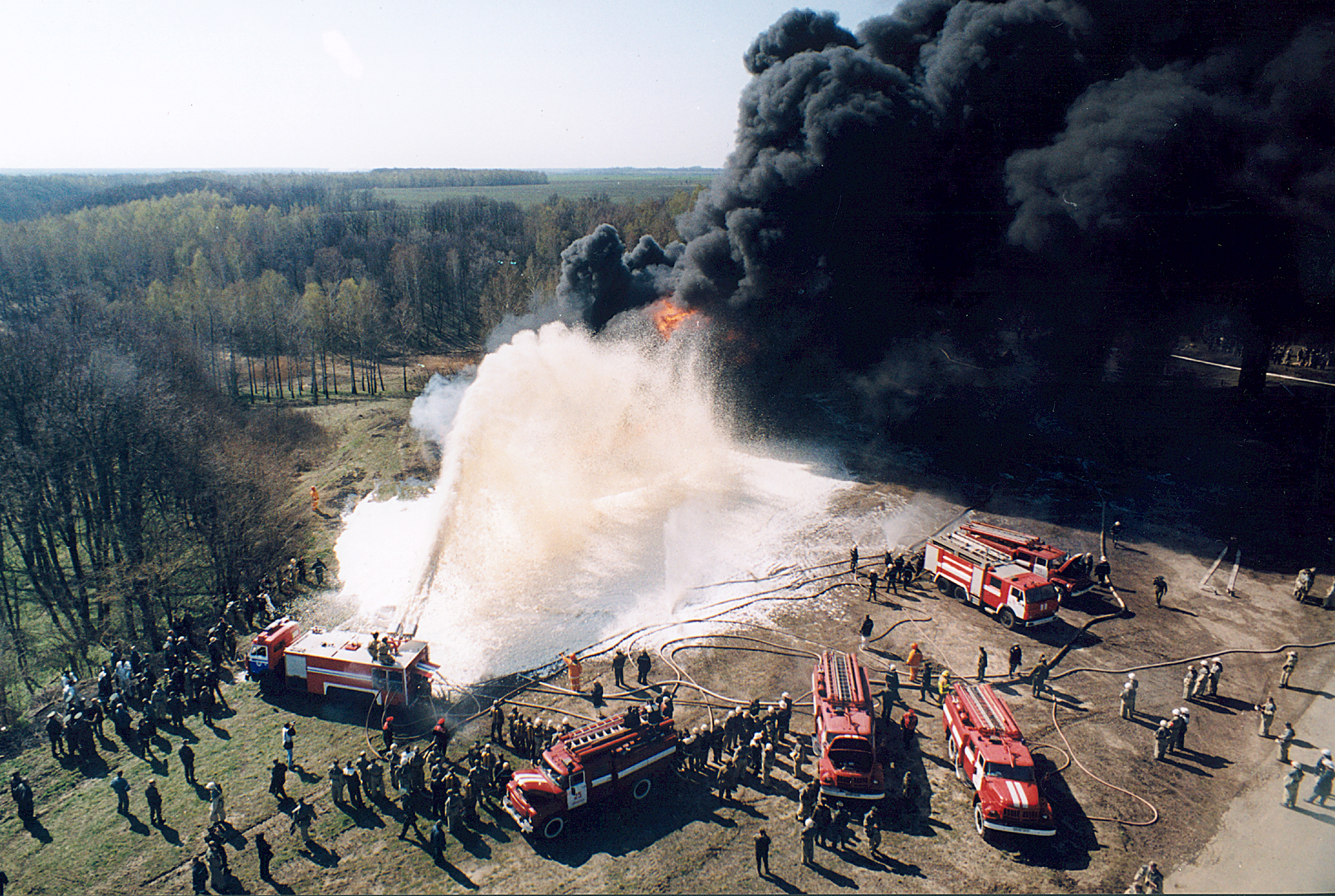
Тушение нефтяного озера во время проведения пожарно-тактических учений курсантами ЧПТУ на полигоне УПО МВС Украины в Черниговской области (1996 г.)

Учебное заведение под названием Черкасское пожарно-техническое училище было создано приказом МВД СССР от 26 июня 1973 года № 0328 (численностью переменного состава – 450 курсантов дневного обучения и 300 слушателей заочного обучения).
С 1 октября 1973 г. начались занятия на созданных пожарно-тактическом, пожарно-техническом, пожарно-профилактическом циклах, на цикле общественных наук и цикле военно-физической подготовки. С октября 1973 года начала функционировать учебная пожарная часть. 11 февраля 1974 г. Приказом МВД СССР № 081 был введен в действие постоянный штат училища, в составе 60 человек.
В 1975 г. состоялась первая учебная практика курсантов первого набора. За умелые действия при выполнении заданий стажировки и участии в ликвидации пожаров, три курсанта были награждены медалью «За отвагу на пожаре», 12 курсантов – значками «Отличник пожарной охраны».
С 1975 г. на базе Черкасского пожарно-технического училища регулярно проводилась переподготовка работников пожарной охраны. В августе 1977 г. в училище состоялась первая научно-техническая конференция «Противопожарная защита и тушение пожаров в высотных зданиях», с проведением пожарно-тактических учений.
28 января 1975 г. курсанты училища участвовали в ликвидации пожара на складе готовой продукции Черкасской фабрики гигроскопической ваты. Успешными были действия личного состава училища при ликвидации пожаров: в ноябре 1975 г. в лесах Смелянщины, в декабре 1976 г. – здания городского хорового союза, в июне 1979 г. и мае 1986 г. – на Ирдынском торфообъединении.
С 1978 г. начала работу телестудия учебного заведения. 2 января 1980 г. начал работу музей Черкасского пожарно-технического училища.
В 1982 г. коллективом пожарно-технического цикла была введена в тематический план пожарно-технических учебных заведений МВД СССР новая учебная дисциплина «Подготовка газодымозащитника». Учебное заведение становится центром по разработке учебной программы по новой дисциплине и сосредотачивает передовой опыт работы по направлениям развития и усовершенствования материально-технической базы газодымозащитной службы пожарной охраны страны.
В 1990 г. в училище был создан цикл практического обучения. Была реализована практическая подготовка специалиста пожарной охраны по всем направлениям: работа с техническим оборудованием, тушения пожаров в специальных противогазах, управление автомобилем и тому подобное. Это был первый цикл практического обучения среди всех учебных заведений МВД СССР.
С 1995 г. в ЧПТУ было введено проведение учебных практик в должностях пожарного, старшего пожарного, командира отделения в гарнизонах оперативно-спасательной службы по месту жительства (и, как правило, предстоящей службы). Традиционными стали пожарно-тактические учения на полигоне УПО МВД Украины в Черниговской области, расположенном вблизи пгт. Варва.
Приказом Министра внутренних дел Украины № 96 от 13 февраля 1996 г. в состав учебного заведения вошел факультет переподготовки и повышения квалификации (г. Киев).
Решением Государственной аккредитационной комиссии Украины от 17 декабря 1996 г. Черкасскому пожарно-техническому училищу МВД Украины было предоставлено право на осуществление образовательно-профессиональной деятельности по III уровню аккредитации.

#### Черкасский институт пожарной безопасности имени Героев Чернобыля
9 июня 1997 г. постановлением Кабинета Министров Украины № 550 на базе училища был создан Черкасский институт пожарной безопасности, с присвоением почетного имени Героев Чернобыля. С апреля 1998 г. в учебном заведении приступили к выпуску вестника Черкасского института пожарной безопасности им. Героев Чернобыля – «Огнеборец». С июня 1998 г. в институте, впервые в системе пожарно-технических учебных заведений Украины, началась подготовка студентов на контрактной основе.
В марте 1999 г. впервые по внутренней связи вышла в эфир радиостудия института «Пять шагов к звездам». С этого времени радиостудия транслировала свои радиопередачи ежедневно.
С сентября 2000 г. согласно Положению о подготовке научно-педагогических и научных кадров в высших учебных заведениях и научно-исследовательских учреждениях МВД Украины в институте была открыта адъюнктура. Подготовка адъюнктов стала осуществляться по специальности 21.06.02 «Пожарная безопасность». По результатам подведения итогов рейтинга «София Киевская-2000» институт вошел в состав 10 лучших вузов, готовивших специалистов для министерств обороны, внутренних дел и других силовых структур Украины.
В апреле 2001 г. Государственная аккредитационная комиссия Украины предоставила институту право на подготовку специалистов по специальности «Пожарная безопасность» образовательно-квалификационного уровня «магистр». В июне 2001 г. состоялся первый выпуск инженеров пожарной охраны.
В июле 2002 г. учебное заведение было аккредитовано по IV уровню аккредитации. С 2002 г. ученый совет института получил право рассматривать вопрос о присвоении ученого звания «доцент», а с 2009 г. — «профессор».
В ноябре 2002 г. во время проведения акции IX Международного академического рейтинга «Золотая Фортуна» состоялось награждение института как лауреата конкурса Дипломом и серебряной медалью «Независимости Украины».
Указом Президента Украины от 27 января 2003 г. № 47 учебное заведение, как и другие подразделения Государственной пожарной охраны, вошло в состав Министерства Украины по вопросам чрезвычайных ситуаций и по защите населения от последствий Чернобыльской катастрофы.
В январе 2004 г. институт был награжден «Орденом почета» Международной кадровой академии. В 2004 г. сводный батальон Черкасского института пожарной безопасности имени Героев Чернобыля был удостоен чести представлять Министерство Украины по вопросам чрезвычайных ситуаций в парадах войск, прошедших в Киеве по случаю 13-й годовщины независимости Украины и 60-летия освобождения Украины от нацистов.
В июне 2005 г. была сдана в эксплуатацию новая база газодымозащитной службы. А 17 февраля 2006 г. состоялось торжественное открытие спортивно-оздоровительного комплекса института. В феврале 2006 г., впервые среди учебных заведений МЧС Украины, студентки института получили погоны курсантов и возможность пополнить офицерский состав оперативно- спасательной службы. С этого периода девушки получили возможность оканчивать учебные заведения МЧС с присвоением специального звания лейтенант гражданской защиты.
26 апреля 2006 г. на 20-ю годовщину Чернобыльской трагедии был открыт реконструированный мемориал Героям Чернобыля.

#### Академия пожарной безопасности имени Героев Чернобыля

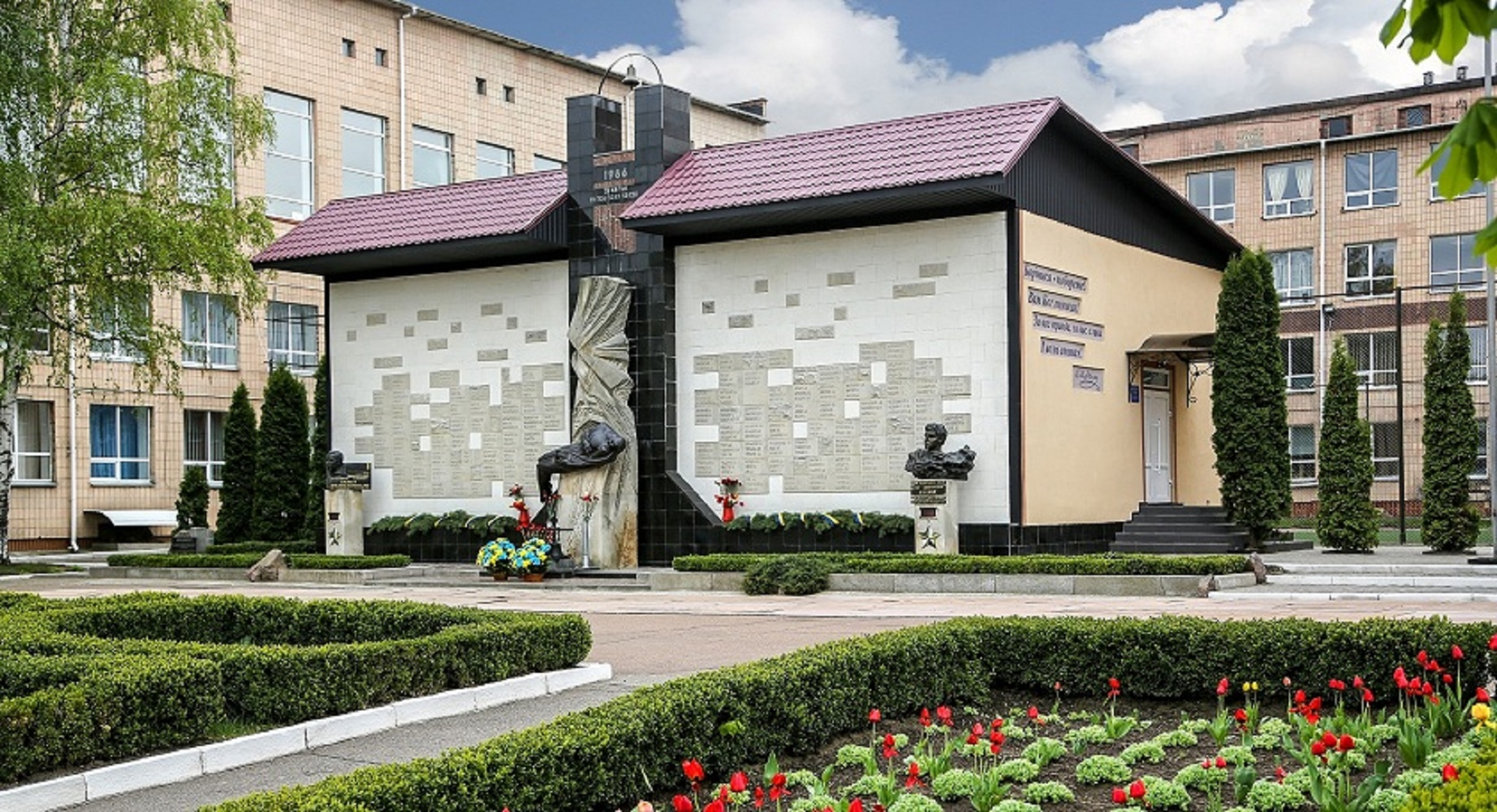
Народный музей ЧИПБ

30 августа 2007 г. согласно распоряжению Кабинета Министров Украины № 681-р институт был преобразован в Академию пожарной безопасности имени Героев Чернобыля МЧС Украины .
С апреля 2008 г. в учебном заведении издавался научный журнал «Пожарная безопасность: теория и практика», который впоследствии был внесен в список изданий ВАК Украины.
В октябре 2008 г. кинологические расчеты Академии были внесены в Европейский реестр международных миссий по поисково-спасательным работам.
В феврале 2013 г. в академии был открыт комплекс по моделированию и ликвидации чрезвычайных ситуаций, а в сентябре 2013 г. учебное заведение возобновило традицию обучения иностранцев, в том числе представителей Азербайджанской Республики.
26 апреля 2016 г. в ознаменовании тридцатой годовщины Чернобыльской трагедии коллективом учебного заведения был создан и открыт обновленный Народный музей института.

## Структура

###### Факультет оперативно-спасательных сил
- кафедра пожарной тактики и аварийно-спасательных работ
- кафедра техники и средств гражданской защиты
- кафедра физико-химических основ развития и тушения пожаров
- кафедра специальной и физической подготовки

##### Факультет пожарной безопасности
- кафедра пожарно-профилактической работы
- кафедра автоматических систем безопасности и электроустановок
- кафедра высшей математики и информационных технологий
- кафедра безопасности объектов строительства и охраны труда

#### Факультет гражданской защиты
- кафедра организации мероприятий гражданской защиты
- кафедра психологии деятельности в особых условиях
- кафедра управления в сфере гражданской защиты
- кафедра общественных наук
- кафедра профессиональной языковой коммуникации
- научно-исследовательская лаборатория инноваций в сфере гражданской безопасности

## Участие в ликвидации чрезвычайных ситуаций
31 марта 1975 г. ликвидация пожара на Лебединском семенном заводе (Шполянский район Черкасской области). Было спасено государственное имущество на 18,5 миллиона рублей. 12 человек пожарно-спасательного отряда училища были награждены Министром внутренних дел УССР генерал-полковником вн. сл. И.Х. Головченко именными часами. Полковник вн. сл. Олег Стоянович был награжден медалью «За отвагу на пожаре».

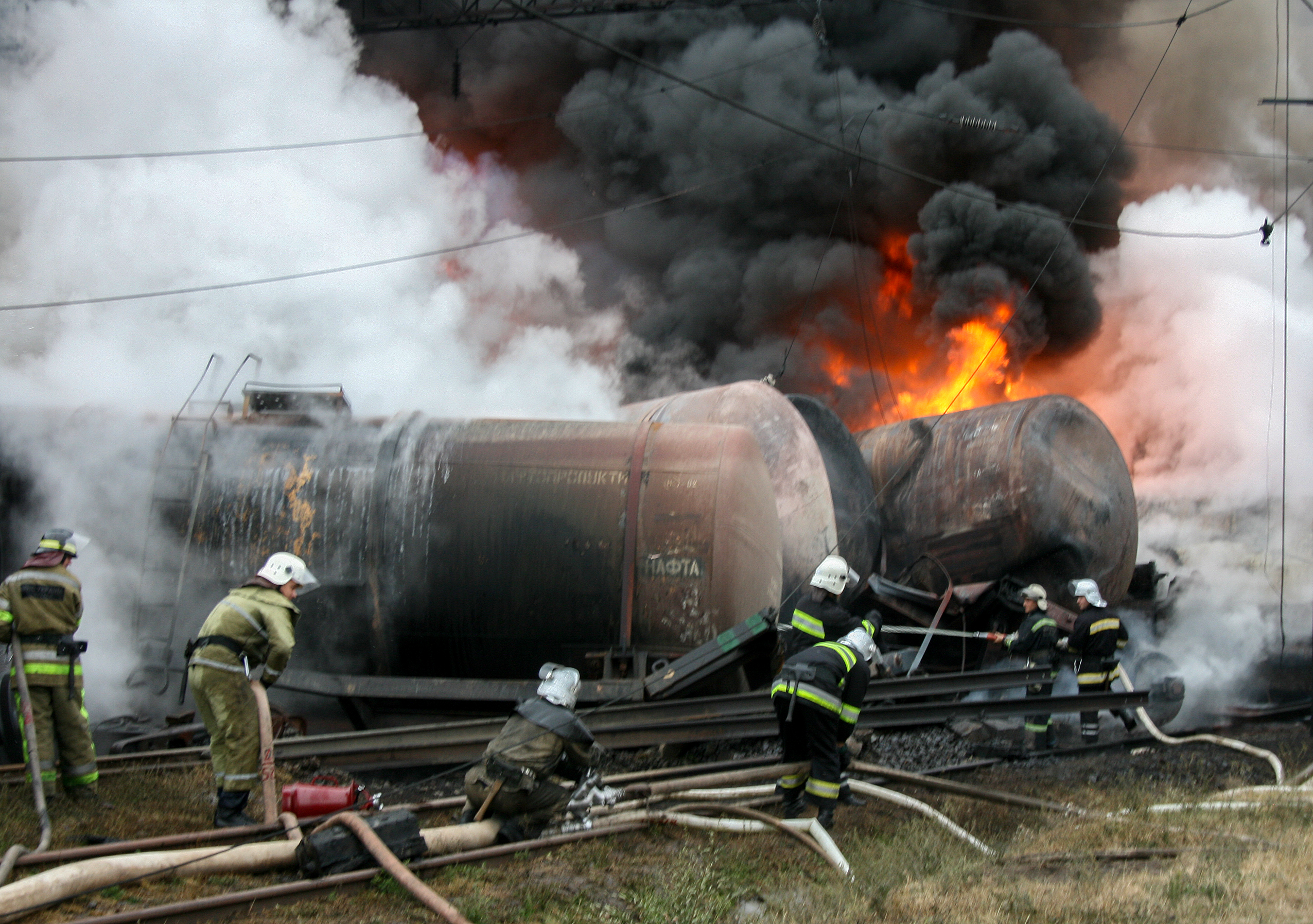
Участие курсантов ЧИПБ имени Героев Чернобыля в ликвидации чрезвычайной ситуации на железнодорожной станции «Городище»

В июне 1983 г. ликвидация пожара на резервуарах 10-тысячниках нефтеперекачивающей станции «Кременчуг» (Полтавская область). Пожарно-спасательный отряд училища, в количестве 50 человек, возглавили подполковник вн. сл. Андрей Андрейчук и майор вн. сл. Валерий Галезник.
В октябре 1993 г. ликвидация в течение 10 дней лесных пожаров в Республике Крым. Пожарно-спасательный отряд училища в составе 300 человек возглавил полковник вн. сл. Владимир Лобода.
22 августа 2014 г. произошла чрезвычайная ситуация на железнодорожной станции «Городище» (Черкасская область) в результате схода с рельсов 20 цистерн с разливом и возгоранием нефтепродуктов. В ликвидации чрезвычайной ситуации участвовало 50 курсантов и 3 единицы техники института.

## Спортивная жизнь
По состоянию на 2021 год в институте подготовлено 5 заслуженных мастеров спорта, 25 мастеров спорта международного класса, 230 мастеров спорта, большое количество спортсменов-разрядников.
Среди курсантов и сотрудников учебного заведения — чемпионы и призеры чемпионатов мира и Европы, как по пожарно-прикладному, так и по другим видам спорта: Игорь Дагиль, Руслан Косенко, Алексей Будник, Виталий Снесарь, Игорь Приходько, Василий Нечко, Виталий Новгородченко, рекордсмен мира Арсен Ипиев, Анастасия Сапсай, Артур Ефремов, Владислава Торопцева.
Гордостью института являются олимпийцы: мсмк по пулевой стрельбе, чемпионка Европы майор с.г.з. Дария Шарипова; ЗМС Украины по пулевой стрельбе, серебряный призер XXXI Летних Олимпийских игр — Сергей Кулиш; чемпионы III Летних юношеских Олимпийских игр — курсант Иван Тищенко и сотрудница чемпионка и рекордсменка чемпионатов Европы Валерия Иваненко; двукратная чемпионка Европы, чемпионка открытого Континентального кубка по дзюдо, чемпионка II Европейских игр — Анастасия Сапсай.
Дария Шарипова, Юлия Олишевская представляли Украину на Олимпийских играх в Пекине и Лондоне, а Сергей Кулиш был бронзовым призером на первых юношеских Олимпийских играх в г. Сингапуре.
В августе 2016 года воспитанник учебного заведения Сергей Кулиш стал серебряным призером XXXI Летних Олимпийских игр в Рио-де-Жанейро в стрельбе из пневматической винтовки на 10 метров.
Сейчас 7 представителей института входят в основной состав сборных команд Украины.

## Международные связи
С начала 2018—2019 учебного года институт проводит совместное обучение украинских студентов с Главной школой пожарной службы Республики Польша (г. Варшава) по І уровню образования (бакалавр) по специальности инженерия пожарной безопасности, в рамках получения двойного диплома. Для интенсификации сотрудничества с учебными заведениями Польши в институте создан центр украинского-польских образовательных инноваций.

## Руководители
В разные годы учебное заведение возглавляли:
- Стоянович Олег Эдуардович — полковник внутренней службы (1973—1981);
- Лобода Владимир Алексеевич — полковник внутренней службы (1981—1994);
- Шкарабура Николай Григорьевич — генерал-майор внутренней службы (1994—2004; 2005—2007);
- Бабенко Владимир Степанович — генерал-майор службы гражданской защиты (2004—2005);
- Бут Виталий Петрович — генерал-лейтенант службы гражданской защиты (2008—2010);
- Кришталь Николай Андреевич — генерал-майор службы гражданской защиты (2010—2013);
- Андриенко Василий Николаевич — генерал-майор службы гражданской защиты (2013—2014);
- Тищенко Александр Михайлович — полковник внутренней службы (2015—2020);
- Гвоздь Виктор Михайлович — генерал-майор службы гражданской защиты (2020—2024).
- Романюк Игорь Павлович — генерал-майор службы гражданской защиты (с января 2024 года по настоящее время).

## Выпускники

### Герои Советского Союза
- лейтенант вн. сл. Кибенок Виктор Николаевич (Указом Президиума Верховного Совета СССР от 25 сентября 1986 года за мужество, героизм и самоотверженные действия, проявленные при ликвидации аварии на Чернобыльской АЭС)
- лейтенант вн. сл. Правик Владимир Павлович (Указом Президиума Верховного Совета СССР от 25 сентября 1986 года за мужество, героизм и самоотверженные действия, проявленные при ликвидации аварии на Чернобыльской АЭС)

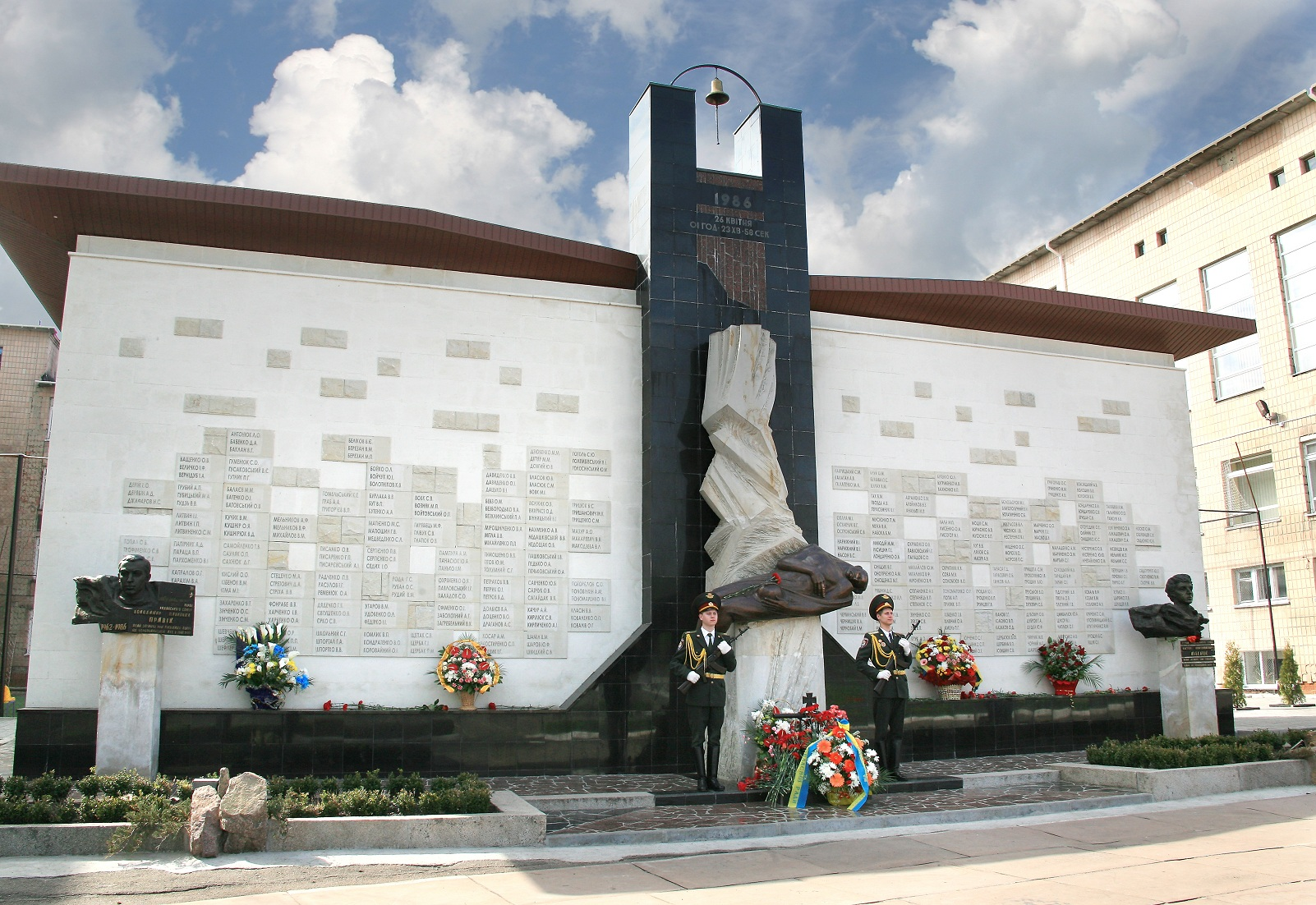
Мемориал Героям Чернобыля в Черкасском институте пожарной безопасности имени Героев Чернобыля

Имена 357 выпускников института, участников ликвидации аварии на Чернобыльской АЭС, высечены на монументе Героям Чернобыля в учебном заведении.
За мужество и самоотверженные действия, проявленные во время ликвидации последствий аварии на Чернобыльской АЭС, были награждены выпускники-чернобыльцы учебного заведения: орденом «Знак Почета» – Леонид Антонюк (1979 г. выпуска), Валерий Баклан (1983 г. выпуска), Андрей Мельников (1985 г. выпуска), Геннадий Рода (1983 г. выпуска); медалью «За трудовую доблесть» – Николай Кима (1979 г. выпуска) и Юрий Онищенко (1983 г. выпуска); крестом «За мужество» Александр Ефименко (1981 г. выпуска) и Андрей Половинкин (1989 г. выпуска); почетным знаком Президента Украины – Владимир Березан (1981 г. выпуска); медалью «За отвагу на пожаре» – Станислав Богатыренко (1985 г. выпуска), Василий Вахненко (1980 г. выпуска), Виктор Винницкий (1979 г. выпуска), Михаил Кулиш (1981 г. выпуска), Сергей Литвиненко (1979 г. выпуска), Виктор Мусиенко (1984 г. выпуска), Александр Недощак (1983 г. выпуска), Сергей Островский (1990 г. выпуска), Анатолий Тачков (1981 г. выпуска), Александр Топал (1978 г. выпуска), Георгий Трунцев (1985 г. выпуска), Владимир Угаров (1984 г. выпуска), Виктор Фонрабе (1976 г. выпуска), Петр Щербак (1990 г. выпуска).
Выпускники, удостоенные генеральских званий
- Бут Виталий Петрович — генерал-лейтенант
- Андриенко Василий Николаевич — генерал-майор
- Антонюк Леонид Александрович — генерал-майор
- Босак Виктор Васильевич — генерал-майор
- Быков Сергей Александрович — генерал-майор
- Вовк Михаил Иванович — генерал-майор
- Гасек Игорь Витальевич — генерал-майор
- Гвоздь Виктор Михайлович — генерал-майор
- Грушовинчук Владимир Васильевич — генерал-майор
- Гундар Игорь Иванович — генерал-майор
- Джунь Виктор Иванович — генерал-майор
- Евтушенко Виктор Николаевич — генерал-лейтенант
- Ильченко Николай Владимирович — генерал-майор
- Косар Анатолий Михайлович — генерал-майор
- Кропивницкий Виталий Станиславович — генерал-майор
- Лепский Алексей Николаевич — генерал-майор
- Мазилин Александр Николаевич — генерал-майор
- Манильчук Анатолий Владимирович — генерал-майор
- Рыхлицкий Игорь Анатольевич — генерал-майор
- Стоецкий Василий Федорович — генерал-майор
- Пикуль Александр Васильевич — генерал-майор
- Шахов Сергей Николаевич — генерал-лейтенант